# XtreeE
Pour des articles plus généraux, voir Liste de fabricants d'imprimante 3D et Impression 3D dans la construction.
XtreeE est une entreprise française de technologies d'impression 3D pour la construction spécialisée dans l'extrusion de matériaux cimentaires à grande échelle. Issue de travaux académiques engagés au sein du projet de recherche DEMOCRITE reliant l'ENSA Paris-Malaquais, Arts et Métiers ParisTech (PIMM/CNAM), ENSCI-Les Ateliers et Inria, la société est créée en 2015 par une équipe pluridisciplinaire regroupant architectes, ingénieurs et designers.[réf. souhaitée] Des sources publiques rattachent cette origine au projet DEMOCRITE mené dans le cadre de heSam Université et à des publications scientifiques signées notamment par Clément Gosselin, Romain Duballet, Philippe Roux, Nadja Gaudillière-Jami, Julien Dirrenberger et Philippe Morel.« From architectured materials to the development of large-scale additive manufacturing », sur ENS Paris-Saclay, 2017 (consulté le 27 juillet 2025)(en) Gosselin, Clément, Duballet, Romain, Roux, Philippe, Gaudillière, Nicolas, Dirrenberger, Julien et Morel, Philippe, « Large-scale 3D printing of ultra-high performance concrete, a new processing route for architects and builders », Materials & Design, vol. 100,‎ 2016, p. 102-109 (DOI 10.1016/j.matdes.2016.03.097, lire en ligne, consulté le 27 juillet 2025)(en) Dirrenberger, Julien, « From architectured materials to the development of large-scale additive manufacturing », SPOOL, vol. 4, no 1,‎ 2017 (DOI 10.7480/spool.2017.1.1910, lire en ligne, consulté le 27 juillet 2025)

## Historique
- 2015 : création d'XtreeE à la suite du programme de recherche DEMOCRITE associant le CNAM, Arts et Métiers-ParisTech, ENSA Paris-Malaquais, ENSCI-Les Ateliers et Inria.« From architectured materials to the development of large-scale additive manufacturing », sur ENS Paris-Saclay, 2017 (consulté le 27 juillet 2025)
- 2016 : partenariat annoncé avec LafargeHolcim, qui présente deux démonstrateurs conçus avec XtreeE, un poteau porteur de 4 m mis en oeuvre au collège de Luynes à Aix-en-Provence et un pavillon pour la Région Île-de-France. Le groupe évoque la première commercialisation en Europe d'un élément structurel en béton imprimé.(en) « LafargeHolcim Innovates with 3D Concrete Printing », sur For Construction Pros, 23 septembre 2016 (consulté le 27 juillet 2025)
- 2017 : Vinci Construction entre au capital d'XtreeE et signe un accord de partenariat.(en) « Vinci takes stake in French start-up to push large-scale 3D printing », sur Global Construction Review, 10 février 2017 (consulté le 27 juillet 2025)
- 2019 : lancement par Freyssinet de la filiale Concreative et inauguration d'une usine d'impression 3D béton à Dubaï, utilisant une technologie brevetée par XtreeE.« VINCI Construction lance Concreative, sa nouvelle filiale dédiée à l'impression 3D de béton haute performance », sur VINCI, 18 juin 2019 (consulté le 27 juillet 2025)(en) « VINCI Construction launches Concreative, its new subsidiary focused on 3D printing of high-performance concrete », sur VINCI, 18 juin 2019 (consulté le 27 juillet 2025)« Concreative, la filiale impression 3D béton de Vinci », sur Construction Cayola, 19 juin 2019 (consulté le 27 juillet 2025)
- 2020 : obtention d'une Atex du CSTB pour le projet de logements sociaux Viliaprint à Reims.« Feu vert pour « Viliaprint© » : le logement social s'imprime en 3D béton », sur Plurial Novilia, 3 novembre 2020 (consulté le 27 juillet 2025)
- 2021 : LafargeHolcim France devient actionnaire de référence d'XtreeE.« LafargeHolcim entre au capital de XtreeE, dont il devient un des actionnaires de référence », sur Lafarge France, 2021 (consulté le 27 juillet 2025)
- 2022 : inauguration des cinq maisons Viliaprint à Reims, présentées comme une première dans le logement social français.« Succès du projet Viliaprint : l'impression 3D prête à être démocratisée », sur Batiweb, 3 juin 2022 (consulté le 27 juillet 2025)
- 2023 : l'entreprise annonce un réseau de 12 unités d'impression 3D connectées et vise plus de 50 unités à l'horizon 2025, avec de nouvelles implantations au Japon, en Suisse et aux États-Unis.« Japon, Suisse, États-Unis... le spécialiste français de l'impression 3D béton XtreeE accélère à l'international », sur Primante3D, 21 avril 2023 (consulté le 27 juillet 2025)
- 2024 : installation d'une cellule XtreeE au NIST à Gaithersburg, dans le cadre des travaux américains sur la normalisation de l'additive construction.(en) « New unit at NIST (usa) », sur XtreeE, 5 juillet 2024 (consulté le 27 juillet 2025)(en) « Engineering Laboratory – New unit at NIST (usa) », sur NIST (consulté le 27 juillet 2025)(en) NIST, Additive Construction – The Path to Standardization II: Workshop Report, Gaithersburg, National Institute of Standards and Technology, 2024 (lire en ligne)

## Technologie
XtreeE développe une technologie d'extrusion de matériaux cimentaires et minéraux pilotée numériquement, montée sur robot 6 axes, avec tête multi-matériaux. L'approche se veut « ouverte » côté formulations, pour imprimer différents bétons et liants minéraux, ainsi que des plâtres, argiles ou géopolymères, en usine hors-site afin d'améliorer la qualité, la sécurité et les coûts.« XtreeE remporte de nouveaux projets et accélère le développement de son réseau d'unités d'impression 3D », sur Batinfo, 27 octobre 2020 (consulté le 27 juillet 2025) La société met en avant une réduction de matériau grâce à l'optimisation géométrique et à la suppression des coffrages.« VINCI Construction lance Concreative, sa nouvelle filiale dédiée à l'impression 3D de béton haute performance », sur VINCI, 18 juin 2019 (consulté le 27 juillet 2025)(en) « VINCI Construction launches Concreative, its new subsidiary focused on 3D printing of high-performance concrete », sur VINCI, 18 juin 2019 (consulté le 27 juillet 2025)

## Projets notables
- Poteau structurel UHPC de 4 m pour le collège de Luynes (Aix-en-Provence), présenté par LafargeHolcim comme le premier élément structurel en béton imprimé commercialisé en Europe.(en) « LafargeHolcim Innovates with 3D Concrete Printing », sur For Construction Pros, 23 septembre 2016 (consulté le 27 juillet 2025)
- Pavillon pour la Région Île-de-France, avec Dassault Systèmes, ABB et LafargeHolcim.(en) « LafargeHolcim Innovates with 3D Concrete Printing », sur For Construction Pros, 23 septembre 2016 (consulté le 27 juillet 2025)
- Ouvrages de réseaux : regards d'égouts sur mesure et déversoir d'orage de plus de 5 tonnes réalisés avec Point.P Travaux Publics et SADE dans les Hauts-de-France.« L'impression 3D béton débarque dans les travaux publics », sur Batiactu, 30 mai 2017 (consulté le 27 juillet 2025)« De l'intelligence dans le regard : Point.P TP et XtreeE impriment sur chantier un déversoir en béton », sur Construction21, 2 juin 2017 (consulté le 27 juillet 2025)« Point.P TP, XtreeE et la SADE réalisent un déversoir d'orage imprimé 3D de plus de 5 tonnes », sur Revue de presse SADE, juin 2017 (consulté le 27 juillet 2025)« Des regards d'égouts en béton imprimés en 3D par XtreeE », sur Primante3D, 11 mai 2018 (consulté le 27 juillet 2025)
- Logements Viliaprint à Reims : cinq maisons T4 livrées en 2022 par Plurial Novilia avec des murs imprimés hors-site par XtreeE, première opération de logement social en France sous Atex.« Inauguration de Viliaprint© : l'impression 3D réussit son examen d'entrée dans la construction de logement social », sur Plurial Novilia, 2 juin 2022 (consulté le 27 juillet 2025)« Succès du projet Viliaprint : l'impression 3D prête à être démocratisée », sur Batiweb, 3 juin 2022 (consulté le 27 juillet 2025)« Contrôle technique de la construction de maisons en impression 3D à Reims », sur Socotec (consulté le 27 juillet 2025)« Viliaprint© : le logement social s'imprime en 3D béton », sur Union sociale pour l'habitat, 3 novembre 2020 (consulté le 27 juillet 2025)
- Passerelle structurelle en béton imprimé au dessus du canal Saint-Denis, projet conduit par un groupement Freyssinet, Lavigne & Chéron, Quadric, XtreeE et Holcim, pour Plaine Commune Grand Paris, présenté comme une première mondiale pour un tablier entièrement en béton imprimé structurel.« Une passerelle 3D près de Paris, une première mondiale unique », sur VoxelMatters, 11 octobre 2020 (consulté le 27 juillet 2025)(en) « Paris 2024 bridge with 3D-printed deck », sur Bridge Design & Engineering, 2020 (consulté le 27 juillet 2025)
- Récifs artificiels : 32 modules biomimétiques immergés en 2019 au large du Cap d'Agde avec Seaboost, imprimés en béton à l'encre 3D développée par Vicat, puis déploiements complémentaires en 2021 à Monaco.« Vicat, l'encre 3D qui dope la biodiversité marine », sur Vicat, 4 juin 2019 (consulté le 27 juillet 2025)« Un récif artificiel en impression 3D béton signé XtreeE », sur ACPresse, 14 avril 2022 (consulté le 27 juillet 2025)(en) « 3D-printed artificial reefs to restore coral ecosystems », sur Parametric Architecture, 25 novembre 2022 (consulté le 27 juillet 2025)

## Réseau d'unités et industrialisation
Outre son site pilote de Rungis, XtreeE déploie un réseau d'unités d'impression opérées par des partenaires. En 2019, Concreative inaugure une usine à Dubaï.« VINCI Construction lance Concreative, sa nouvelle filiale dédiée à l'impression 3D de béton haute performance », sur VINCI, 18 juin 2019 (consulté le 27 juillet 2025)(en) « VINCI Construction launches Concreative, its new subsidiary focused on 3D printing of high-performance concrete », sur VINCI, 18 juin 2019 (consulté le 27 juillet 2025) En France, Spie batignolles crée la marque emPrinte et ouvre un atelier de 1 200 m² à Ollainville en 2021, puis un second site près de Lyon en 2023.« Spie batignolles a acquis son premier robot d'impression 3D béton de XtreeE en juillet 2021 », sur La Revue du Digital, 3 avril 2024 (consulté le 27 juillet 2025)« Une offre dédiée à l'impression 3D pour entrer dans l'ère du BTP 4.0 », sur PEI, 2023 (consulté le 27 juillet 2025)(en) « Inside the factory, a tour of Spie batignolles' 3D concrete printing workshop », sur DirectIndustry e-mag, 29 avril 2024 (consulté le 27 juillet 2025) XtreeE annonce en 2023 disposer de 12 unités connectées dans le monde.« Japon, Suisse, États-Unis... le spécialiste français de l'impression 3D béton XtreeE accélère à l'international », sur Primante3D, 21 avril 2023 (consulté le 27 juillet 2025)

## Partenariats et capital
Les accords industriels d'XtreeE incluent VINCI Construction (prise de participation en 2017 et création de Concreative en 2019), Holcim (ex-LafargeHolcim) qui devient actionnaire de référence en 2021, ainsi que des collaborations avec Saint-Gobain/Point.P Travaux Publics et Vicat.(en) « Vinci takes stake in French start-up to push large-scale 3D printing », sur Global Construction Review, 10 février 2017 (consulté le 27 juillet 2025)« VINCI Construction lance Concreative, sa nouvelle filiale dédiée à l'impression 3D de béton haute performance », sur VINCI, 18 juin 2019 (consulté le 27 juillet 2025)(en) « VINCI Construction launches Concreative, its new subsidiary focused on 3D printing of high-performance concrete », sur VINCI, 18 juin 2019 (consulté le 27 juillet 2025)(en) « Holcim and XtreeE innovate with 3D printed concrete », sur Holcim, 20 septembre 2016 (consulté le 27 juillet 2025)« LafargeHolcim entre au capital de XtreeE, dont il devient un des actionnaires de référence », sur Lafarge France, 2021 (consulté le 27 juillet 2025)« L'impression 3D béton débarque dans les travaux publics », sur Batiactu, 30 mai 2017 (consulté le 27 juillet 2025)
Plusieurs médias économiques ont évoqué des levées de fonds entre 2017 et 2020 et l'entrée au capital d'investisseurs industriels.« XtreeE, Pionnier de l'impression 3D française, se déploie à Dubaï », sur Forbes France, 26 juin 2019 (consulté le 27 juillet 2025)« Vinci Construction prend une participation dans XtreeE », sur Invest Corporate Finance, 2 février 2017 (consulté le 27 juillet 2025)« XtreeE installe l'impression 3D béton dans le paysage », sur Les Échos, 12 août 2019 (consulté le 27 juillet 2025)

## Recherche et publications
Les équipes d'XtreeE et leurs partenaires académiques ont publié plusieurs travaux de référence sur l'impression 3D de bétons, la classification des systèmes, la rhéologie et les méthodes de renforcement, dont :
- (en) Gosselin, Clément, Duballet, Romain, Roux, Philippe, Gaudillière, Nicolas, Dirrenberger, Julien et Morel, Philippe, « Large-scale 3D printing of ultra-high performance concrete, a new processing route for architects and builders », Materials & Design, vol. 100,‎ 2016, p. 102-109 (DOI 10.1016/j.matdes.2016.03.097, lire en ligne, consulté le 27 juillet 2025)
- (en) Duballet, Romain, Baverel, Olivier et Dirrenberger, Julien, « Classification of building systems for concrete 3D printing », Automation in Construction, vol. 83,‎ 2017, p. 247-258 (DOI 10.1016/j.autcon.2017.08.018, lire en ligne, consulté le 27 juillet 2025)
- (en) Ducoulombier, Nicolas, Mesnil, Romain, Carneau, Paul, Demont, Léo, Bessaies-Bey, Hela, Caron, Jean-François et Roussel, Nicolas, « The "Slugs-test" for extrusion-based additive manufacturing: Protocol, analysis and practical limits », Cement and Concrete Composites, vol. 121,‎ 2021, p. 104074 (DOI 10.1016/j.cemconcomp.2021.104074, lire en ligne, consulté le 27 juillet 2025)
- (en) Caron, Jean-François, Demont, Léo, Ducoulombier, Nicolas et Mesnil, Romain, « 3D printing of mortar with continuous fibres: Principle, properties and potential for application », Automation in Construction, vol. 129,‎ 2021, p. 103806 (DOI 10.1016/j.autcon.2021.103806, lire en ligne, consulté le 27 juillet 2025)
- (en) Mallet, Alban, Roux, Philippe, Gaudillière-Jami, Nadja, Dirrenberger, Julien, Duballet, Romain et Zakeri, Mahriz, « Industrialising Concrete 3D Printing: Three Case Studies », dans Design for Rapid Prototyping, 2020 (lire en ligne)
- (en) Gribonval, Alice, Pierre, Martin, Ducoulombier, Nicolas, Sab, Karam, Mesnil, Romain et Bleyer, Jules, « Multi-physics modelling of 3D-printed concrete evolution in environmental conditions », Cement and Concrete Research, vol. 196,‎ 2025, p. 107918 (DOI 10.1016/j.cemconres.2025.107918, lire en ligne, consulté le 27 juillet 2025)
- (en) 3D Concrete Printing: State of the Art and Applications, ASME, 2020 (lire en ligne)
- Impression 3D béton, ISTE Éditions (lire en ligne)

## Propriété intellectuelle
Les travaux sur les bétons anisotropes renforcés par fibres continues ont donné lieu à un brevet, décrivant un procédé de « pultrusion par flux » pour composites cimentaires.(en) « Reinvent reinforced concrete with robotics and 3D printing », sur ISARC 2024, paper 150, 2024 (consulté le 27 juillet 2025)

## Direction
La direction de la société comprend Dominique Corvez (Chief Executive Officer), Romain Duballet (Chief Product Officer) et Alban Mallet (Chief Technology Officer).(en) « Company », sur XtreeE (consulté le 27 juillet 2025)(en) « Dominique Corvez », sur Holcim Foundation, 4 avril 2024 (consulté le 27 juillet 2025)« Mentions légales », sur XtreeE (consulté le 27 juillet 2025)

## Distinctions
Plusieurs médias d'architecture et d'ingénierie ont présenté les réalisations d'XtreeE comme des démonstrateurs de réduction de matière et d'industrialisation de la construction.(en) Franco, José Tomás, « 3D Printing a 2-Meter-High Column in 30 Minutes: What's Next With This Technology? », sur ArchDaily, 2 février 2021 (consulté le 27 juillet 2025)